# نبیل روابحی
نبیل روابحی (انگلیسی: Nabil Rouabhi؛ زادهٔ ۱۵ مهٔ ۱۹۶۶) بازیکن هندبال اهل الجزایر بود.